# Signal d'Uchon
Le signal d'Uchon, appelé parfois mont Julien, est un sommet du massif du Morvan situé sur la commune d'Uchon en Saône-et-Loire, dans le sud de la région Bourgogne-Franche-Comté.

## Étymologie
Le nom d'Uchon est issu du celtique (gaulois) Uxello qui signifie « haut ».

## Géographie

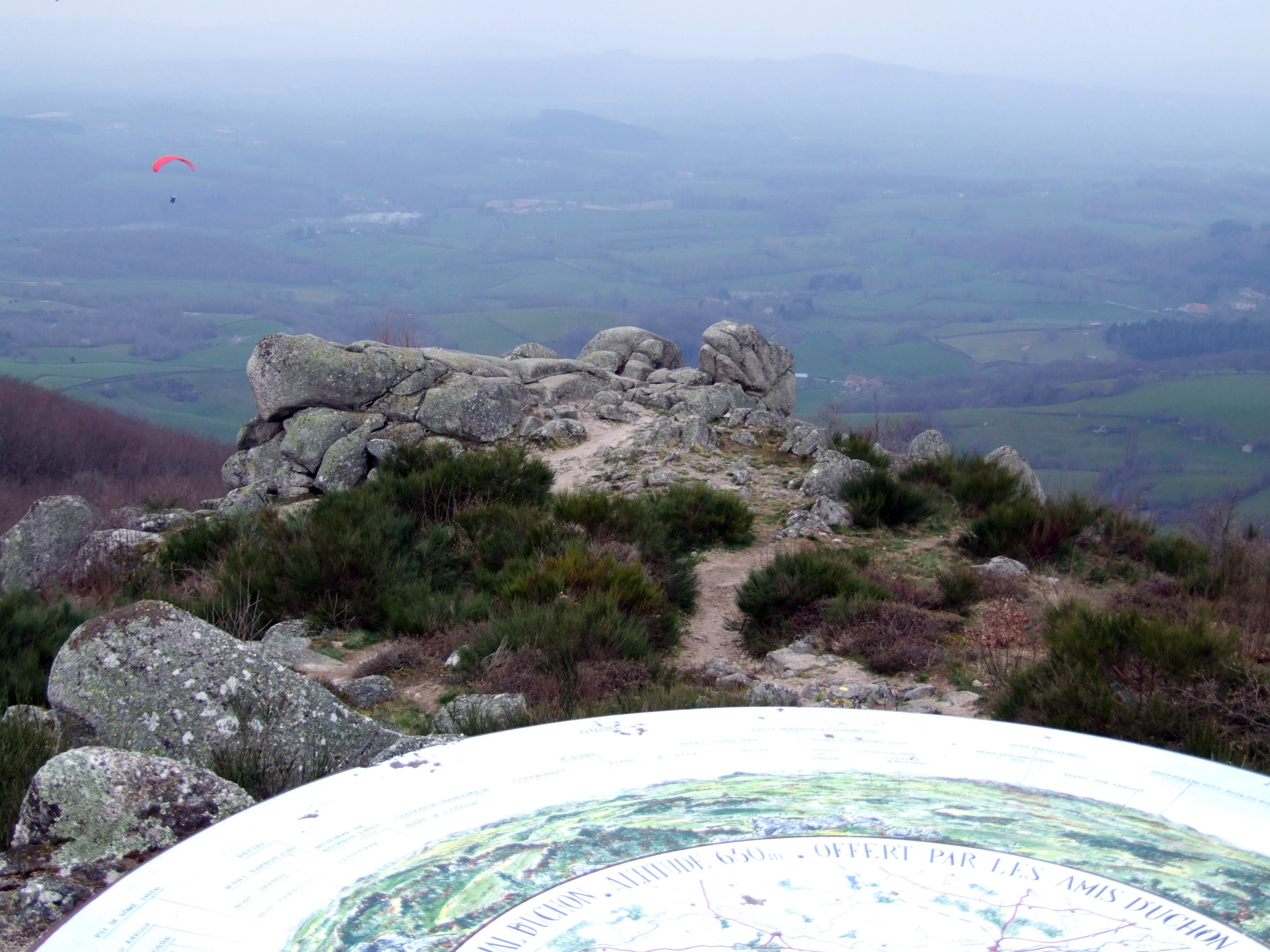
Table d'orientation sur le massif d'Uchon et chaos granitique.

Ce petit massif qui culmine à 681 m, et où s'ammoncellent de gros blocs granitiques, dégagés par l'érosion de leurs altérites et de leurs arènes, est surnommé la « perle du Morvan ». Le sous-sol d'Uchon est lui-même constitué de granite à biotite, un type de mica noir, et de grains de feldspaths.
Depuis la table d'orientation, située à 650 mètres d'altitude, on découvre un panorama étendu sur l'Arroux, les monts de la Madeleine, la chaîne des Puys. À proximité, se dressent le mont Beuvray et le Haut-Folin, respectivement à 22 et à 27 km à vol d'oiseau.

## Faune et flore
Le site est classé depuis le 28 juillet 1940. Il abrite plusieurs espèces animales comme l’alouette lulu, le busard cendré, une espèce migratrice, le lézard vert et le loir.
Parmi les espèces végétales recensées, on compte la fétuque des brebis, le genêt à balais, la callune, la linaigrette à feuilles[Laquelle ?], la fougère aigle, la spargoute printanière, une plante rare.

## Curiosités à proximité
La présence de nombreux rochers de granite aux formes étranges a inspiré contes et légendes. Leur nom témoignent de cette ambiance féerique :

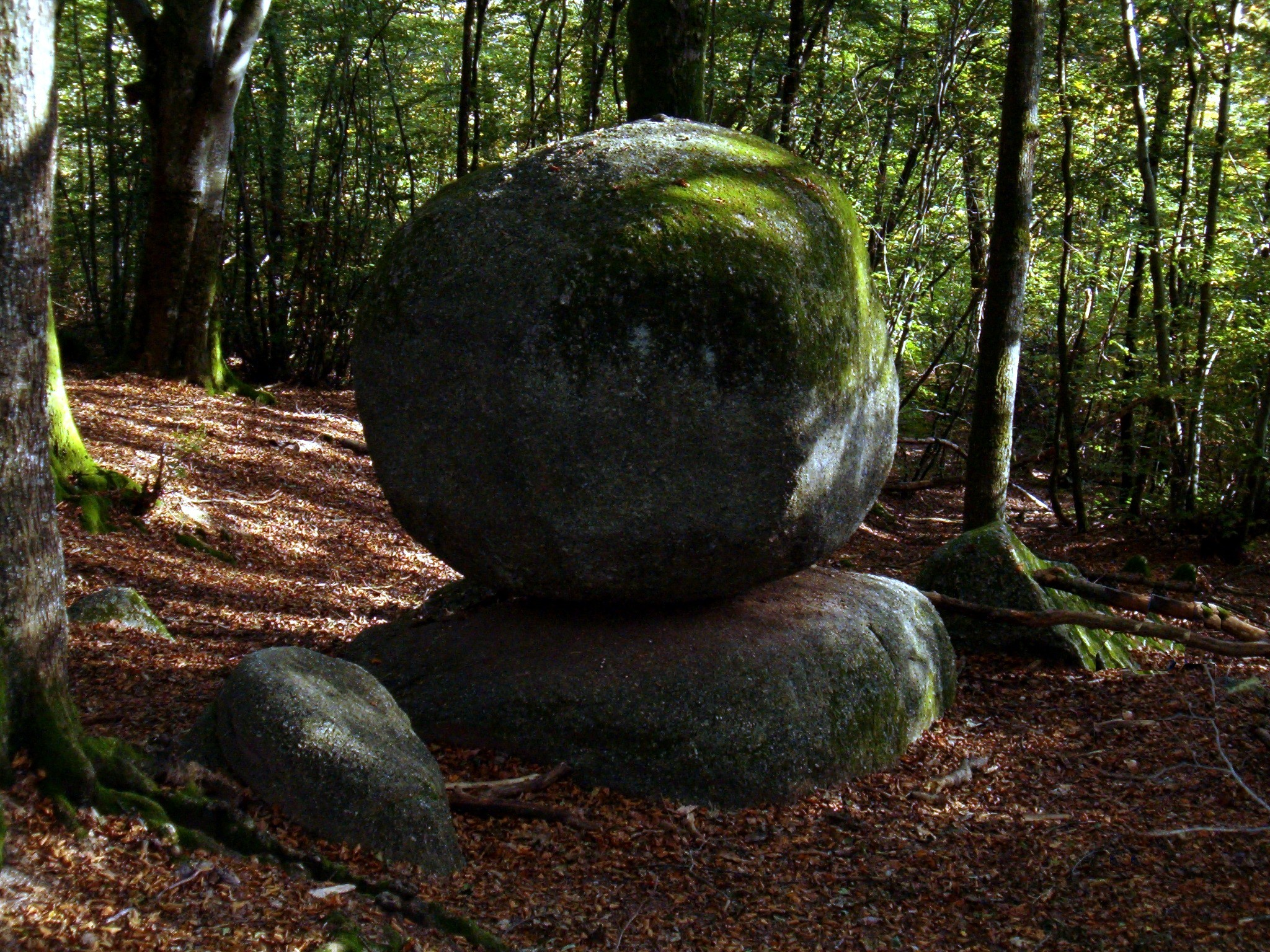
La Pierre qui Croule.

- la Pierre qui Croule ;
- la Griffe du Diable ;
- la Chambre du Bois ;
- le Mammouth ;
- le Carnaval ;
- le Nez de Chien.

## Activités

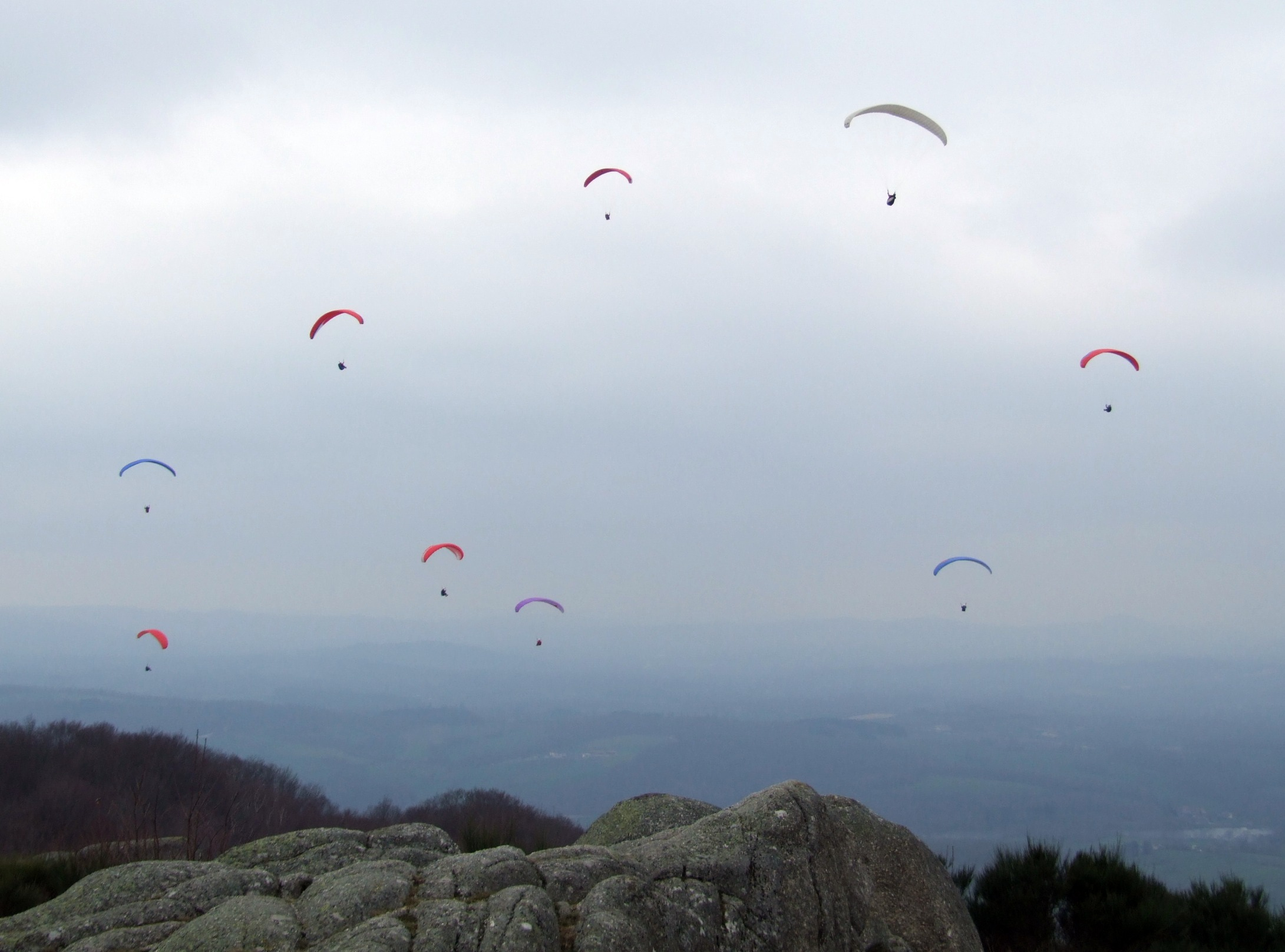
Activités de vol libre à Uchon.

### Cyclisme
La montée du signal d'Uchon depuis les Serteaux est l'une des montées cyclistes les plus dures en Bourgogne avec un pourcentage moyen de 9,2 % sur une distance de 3 200 m et 13,1 % pour le dernier km.
Classé en 2e catégorie au Grand Prix de la montagne, il est au programme du Tour de France pour la première fois en 2021 lors de la 7e étape entre Vierzon et Le Creusot, au km 230. Le Slovène Matej Mohorič le franchit en tête.

### Parapente
Le signal d'Uchon est un point de départ pour les activités de vol libre (parapente, deltaplane). Le sentier de grande randonnée GR 13 passe à proximité du sommet.

### Communications
Le sommet sert aujourd'hui de balise aérienne et de relais pour la radio et la télévision. 